# جونغ دا بن (مواليد 2000)
جونغ دا بن (بالكورية: 정다빈)‏ هي ممثلة كورية جنوبية. ولدت يوم 25 أبريل 2000 في سول في كوريا الجنوبية.

## روابط خارجية
- جونغ دا بن على موقع IMDb (الإنجليزية)
- جونغ دا بن على موقع ألو سيني (الفرنسية)
- جونغ دا بن على موقع قاعدة بيانات الفيلم (الإنجليزية)
- جونغ دا بن على موقع كينوبويسك (الروسية)